# Jaume Bauçà Coll
Jaume Bauçà Coll, "Barona", és entrenador professional de futbol i exjugador del RCD Mallorca.
Bauçà va néixer el 15 de febrer de 1959 a Sineu. Va cursar estudis de magisteri i ha exercit durant anys de mestre d'escola. Està casat amb qui va ser nedadora professional Antònia Real.
Bauçà va defensar els colors del Real Mallorca com a futbolista durant dues temporades. Entre l'any 1992 i l'any 1995 va ser tècnic del primer equip del Reial Mallorca, quan aquest militava encara a Segona divisió espanyola de futbol, i el metge i copropietari de la Policlínica Miramar, Miquel Dalmau Diana (també sineuer) n'era el president. Posteriorment va exercir com a entrenador del Club Esportiu Constància d'Inca (en tercera divisió) durant diverses temporades. La temporada 2005-2006 Bauçà entrena un equip serbi, el FK Smederevo (Futbol Club Smederevo), al que aconsegueix mantenir en primera divisió sèrbia. L'estiu del 2006 Bauçà torna al Real Mallorca, per exercir d'entrenador del Real Mallorca B (juntament amb el també exmallorquinista Vicente Engonga) en principi fins al juny del 2008.